# L'Aquila Rugby
El L'Aquila Rugby es un club italiano de rugby de la ciudad de L'Aquila, fundado en 1936, que milita en la máxima competición italiana, el Top12, y que tiene en su palmarés 5 títulos de liga y 2 de copa.
El club ha tenido grandes épocas de éxitos y títulos, como al final de la década de los años 60, durante los cuales el club conquistó sus dos primeros títulos de liga; a principios de los años 80, en los que conquistó otros dos campeonatos y una copa; y a mediados de los 90 con la conquista de otra liga. 
Se trata de uno de los clubs clásicos dentro del rugby italiano, con 57 temporadas en la máxima categoría, aunque en la temporada 2006/07 descendió a la Serie A. L'Aquila Rugby volvió a ascender al Top12 en la temporada 2008/09, y ahí continúa.
En el año 2009 recibió un premio especial de la IRB por el coraje y el ánimo demostrado por el club tras el gran terremoto que destrozó la ciudad el 6 de abril de ese año.

## Títulos
- Campeonato Italiano de Rugby = (5) 1966-67, 1968-69, 1980-81, 1981-82, 1993-94
- Copa Italiana de Rugby = (2) 1972-73, 1980-81.
- Segunda División de Italia = (1) 2013-14